# Hans-Otto Leilich
Hans-Otto Leilich (* 28. November 1925 in Nauen; † 19. Juni 2015) war ein deutscher Ingenieur und Hochschullehrer.

## Leben
Nach dem Studium der Elektrotechnik promovierte Leilich 1956 mit der Arbeit Probleme der Magnetkopfkonstruktion bei digitalen Trommelspeichern bei Hans Piloty an der Technischen Universität München. Dort wirkte Leilich von 1952 bis 1956 am Bau der PERM mit. Dabei beschäftigte er sich vor allem mit Trommelspeichern, insbesondere mit der Entwicklung der Magnetköpfe und der Schreib- und Leseelektronik. Danach wechselte Leilich zur Firma Telefunken, arbeitete am Bau der Großrechenanlage TR4 mit und wurde dort schließlich Technischer Leiter. 1962 wechselte er als Advisory Engineer zur IBM-Forschung in die USA. 
1968 wurde Leilich auf den Lehrstuhl für Datenverarbeitung an der Technischen Universität Braunschweig berufen, der zwar schon 1963 eingerichtet wurde, dessen Besetzung aber bis dahin mangels geeigneter Kandidaten gescheitert war. Er führte die Studienrichtung Datentechnik innerhalb des Studiengangs Elektrotechnik ein und war neben Horst Herrmann und Ernst Henze einer der Gründerväter und Fürsprecher der Einrichtung des Informatikstudiengangs 1972 an der TU Braunschweig. Sein Institut, das heutige Institut für Datentechnik und Kommunikationsnetze, bildete die Klammer zwischen Informatik und Elektrotechnik. Bis zu seiner Emeritierung 1991 spielten bei seinen Forschungsarbeiten vor allem Fragen der Speicher- und Rechnerarchitektur eine zentrale Rolle. Leilich war führend an den Großprojekten Suchrechner (SURE), Relationale Datenbankmaschine (RDBM) sowie Superrechner für numerische Anwendungen (SUPRENUM) beteiligt.
Seit 1986 war er ordentliches Mitglied der Braunschweigischen Wissenschaftlichen Gesellschaft.

## Publikationen
- mit Hans Piloty, Robert Piloty und W. Proebster: Die Programmgesteuerte elektronische Rechenanlage München (PERM), NTZ 8, Nov/Dez 1953
- Probleme der Magnetkopfkonstruktion bei digitalen Trommelspeichern. (= Dissertation, Technische Universität München, 1956)
- mit anderen: Ein Suchrechnerkonzept für Datenbankanwendungen. Elektronische Rechenanlagen 17(3): 108–118 (1975)
- mit anderen: RDBM - A relational data base machine. Inf. Syst. 6(2): 91–100 (1981)
- mit Uwe Knaak: Zeitverhalten synchroner Schaltwerke Springer, Berlin, 1990, ISBN 3-540-51680-8.